# Игнатий Манделидис
Игнатий (на гръцки: Ιγνάτιος, Игнатиос) е гръцки духовник, централноафрикански митрополит на Александрийската патриаршия от 2003 до 2010 година.

## Биография
Роден е като Георгиос Манделидис (Γεώργιος Μανδελίδης) в 1930 година в южномакедонския град Воден (Едеса), Гърция, в семейството на понтийски гърци. В 1950 година завършва Халкинската семинария, а в 1952 година богословие в Атинския университет. Служи като проповедник от 1950 до 1968 г. Член е на Дружеството на богословите „Спасител“. Ръкоположен е за дякон през 1968 година, а за йеромонах през 1969 година. Служи в продължение на много години в мисията в Катанга. На 16 март 2003 годиа е ръкоположен за епископ на Централна Африка. На 4 март 2010 година подава оставка по здравословни причини. На 23 ноември 2010 г. е избран за титулярен епископ на Пентаполис.